# الإستراتيجية الأمنية الشاملة لدول مجلس التعاون الخليجي
الإستراتيجية الأمنية الشاملة لدول مجلس التعاون الخليجي هي اتفاقية تهدف إلى توطيد الأمن وحماية الحدود، وتنمية الوعي الأمني ورفع كفاءة الأجهزة الأمنية الخليجية، وتعزيز التعاون والتنسيق بين تلك الأجهزة، ومواجهة التحديات والمخاطر الإقليمية مثل المخاطر النووية والصراعات الإقليمية والكوارث، والتعرف على مصادر الخطر والتصدي لها، ومكافحة الإرهاب والتطرف، وتعزيز التعاون الإقليمي والدولي، في مجال مكافحة الجريمة، وتعزيز مشاركة وتعاون القطاع الخاص في تحقيق الأهداف الإستراتيجية والتفاعل معها، وتنظيم العمالة الوافدة مع عدم التأثر باعتبارات لا تتفق مع المصالح العليا لدول مجلس التعاون لدول الخليج العربية.

## التوقيع
أقرت الإستراتيجية الأمنية الشاملة لدول مجلس التعاون في الاجتماع الاستثنائي الثاني لوزراء الداخلية الذي عقد في مسقط بتاريخ 15 فبراير 1987م، وصادق عليها المجلس الأعلى في دورته الثامنة في الرياض. وهي عبارة عن إطار عام للتعاون الأمني بين الدول الأعضاء بمفهومه الشامل. تعزيزاً للتنسيق والتعاون في المجال الأمني، ولتحديث الآليات والتدابير المشتركة للأجهزة الأمنية بالدول الأعضاء، ولمواكبة التطور المتنامي للجريمة بمختلف أنواعها، وجّه وزراء الداخلية في لقائهم التشاوري الثامن في الرياض في شهر مايو 2007، بمراجعة الإستراتيجية الأمنية الشاملة لدول المجلس بهدف تحديثها من قبل لجنة مختصة. وقد أقرّ وزراء الداخلية قي لقائهم ألتشاوري التاسع (الدوحة، مايو 2008) مشروع تحديث وتطوير الإستراتيجية الأمنية الشاملة، ورفعه إلى المجلس الأعلى لاعتماده، حيث قرر المجلس الأعلى ، في دورته التاسعة والعشرين (مسقط، ديسمبر 2008) اعتماد وتحديث وتطوير الإستراتيجية الأمنية الشاملة لدول مجلس التعاون لدول الخليج العربية.

## الإستراتيجية
اهتمت الإستراتيجية الأمنية الشاملة على تحقيق أهداف ومحددة منها توطيد الأمن وحماية الحدود، وتنمية الوعي الأمني ورفع كفاءة الأجهزة الأمنية، وتعزيز التعاون والتنسيق بين تلك الأجهزة، ومواجهة التحديات والمخاطر الإقليمية مثل المخاطر النووية والصراعات الإقليمية والكوارث، والتعرف على مصادر الخطر والتصدي لها، ومكافحة الإرهاب والتطرف. كما اهتمت بتعزيز التعاون الإقليمي والدولي في مجال مكافحة الجريمة، وتعزيز مشاركة وتعاون القطاع الخاص في تحقيق الأهداف الإستراتيجية والتفاعل معها، وتنظيم العمالة الوافدة مع عدم التأثر باعتبارات لا تتفق مع المصالح العليا لدول المجلس، وإنشاء جهاز لشرطة جنائية لدول المجلس وعقد دورات تدريبية في مجال المراقبة والبحث ومكافحة الجرائم الاقتصادية.
وتحققت العديد من الإنجازات في مجال التعاون الأمني من بينها إقرار المجلس في دورته الخامسة عشرة في البحرين، ما توصل إليه وزراء الداخلية بشأن التوقيع على الاتفاقية الأمنية لدول المجلس، وكذلك إقرار الاستراتيجية الأمنية الشاملة لدول المجلس، التي اعتبرت إطارا عاما للتعاون الأمني بين الدول الأعضاء. وأبدى المجلس اهتمامًا خاصًا بإنشاء جهاز الشرطة جنائية لدوله، واقرت الدول الست التدريب في مجال المراقبة والبحث والمكافحة للجرائم الاقتصادية وضرورة التنسيق بين المعاهد المصرفية ومؤسسات النقد بالدول الأعضاء مع وزارة الداخلية في كل دولة. كما أقرت دول المجلس وفق توصيات وزراء الداخلية إنشاء قاعدة معلومات أمنية، تحقق الربط الآلي بين دول المجلس، في مجال التحقيقات والمباحث الجنائية. وأقرت أيضا النظام الاسترشادي الموحد لمنع الجرائم ومراقبة المشبوهين والعمل به لمدة ثلاث سنوات.
في مجال مكافحة المخدرات، أقرت الدول الست التشريع النموذجي الموحد لمكافحة المخدرات والمؤثرات العقلية منذ عام 1998، لكي تستفيد منه الدول عند تحديث أنظمتها. وتضمن التشريع مواد تشدد العقوبة على مهربي ومروجي المخدرات. وفي عام 2005 تم اتخاذ قرار الاستمرار بالعمل بالنظام لمدة خمسة أعوام مقبلة. بالإضافة إلى ذلك، أقرت دول المجلس خطة التدريب المشتركة للعاملين في مجال مكافحة المخدرات. كما أعدت دراسة عن تدابير خفض الطلب على المخدرات والمؤثرات العقلية.

## آلية العمل
تم إقرار لجنة التخطيط الإستراتيجي، التي تجتمع سنوياً لمتابعة تنفيذ الإستراتيجية الأمنية الشاملة. كما أقرّ وزراء الداخلية آلية لضمان التزام اللجان الأمنية المتخصصة التي تعقد في اطار مجلس التعاون تتمثل في جداول لرصد ما أنجزته كل لجنة لتحقيق أهداف الاستراتيجية الأمنية الشاملة، ومن ثم تعرض تلك الجداول على اللجنة الدائمة للتخطيط الاستراتيجي الأمني بدول المجلس في اجتماعاتها الدورية.